# William Randolph Hearst Greek Theatre

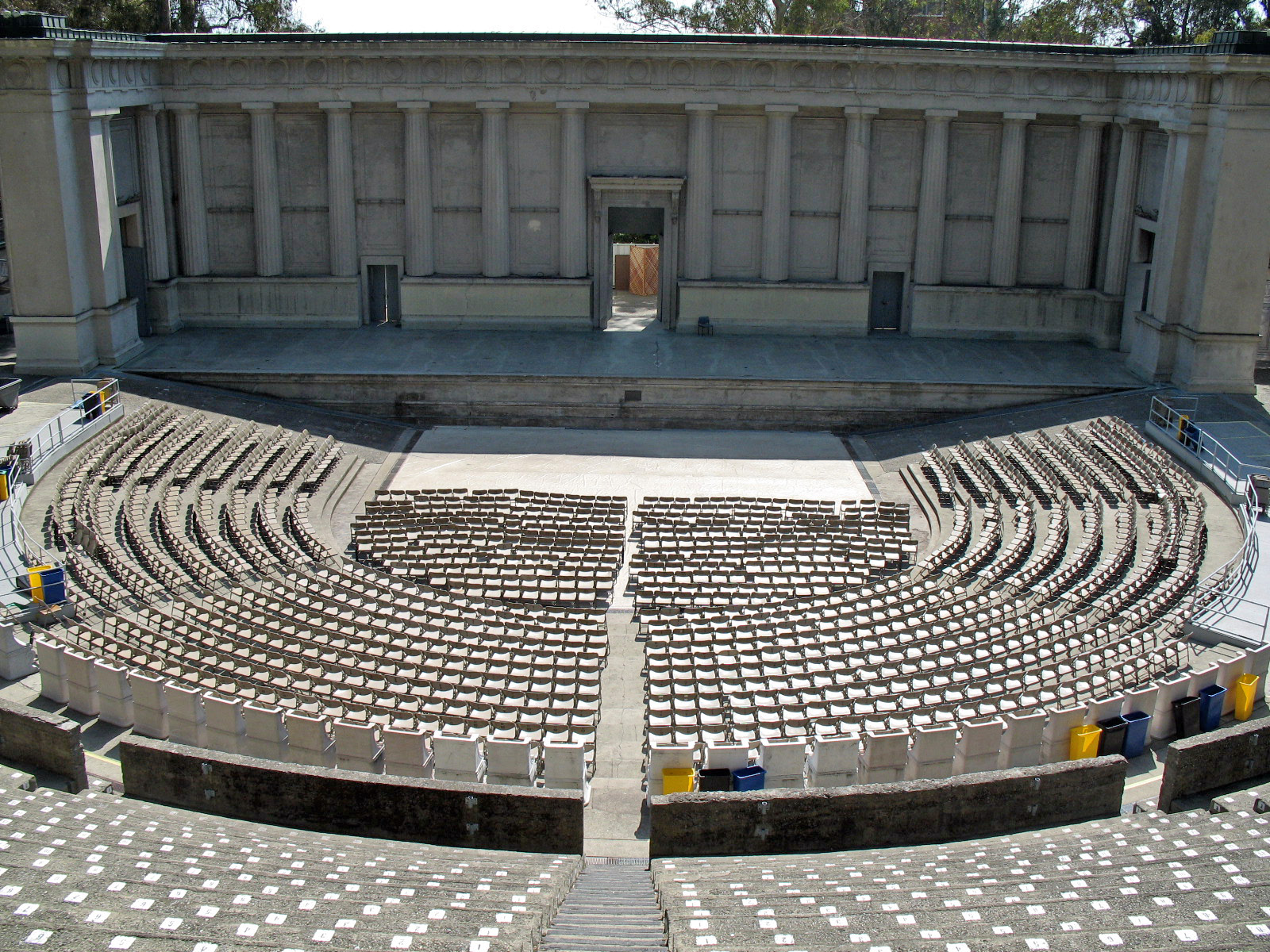
Das Hearst Greek Theatre

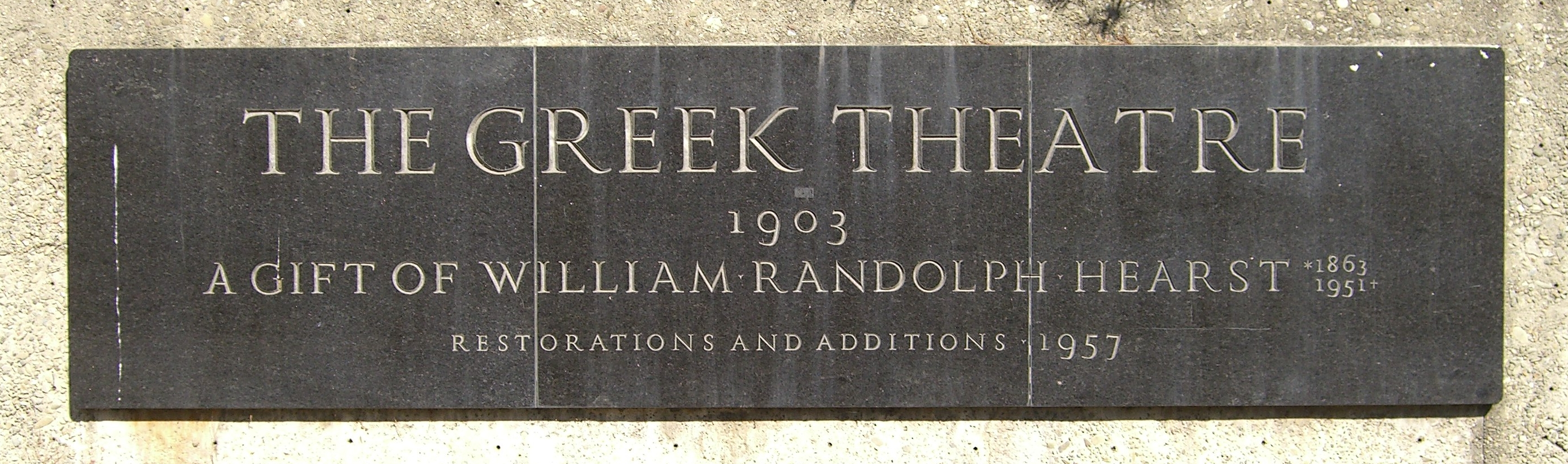
Widmungstafel am Eingang

Das William Randolph Hearst Greek Theatre, meist kurz Greek Theatre oder Hearst Greek Theatre genannt, ist eine Freilichtbühne im Stile eines antiken griechischen Theaters und bietet Platz für 8.500 Zuschauer. Besitzer und Betreiber der Anlage ist die University of California, Berkeley in Berkeley.
Das Greek Theatre ist Veranstaltungsort für das Berkeley Jazz Festival und weitere Konzerte. Abschlussfeiern und ähnliche Feste der Universität finden und fanden hier ebenso statt wie Auftritte bekannter Redner, darunter Theodore Roosevelt, William Randolph Hearst oder Tendzin Gyatsho, der 14. Dalai Lama.

## Geschichte
Das Greek Theater wurde 1903 erbaut. Am Standort existierte zuvor bereits eine ähnliche, kleinere Anlage aus dem Jahr 1894, die als Ben Weed's Amphitheater bezeichnet worden war. Das Projekt hatte im damaligen Präsidenten der Universität, Benjamin Ide Wheeler, einen prominenten Fürsprecher und war das erste Universitätsgebäude, das von John Galen Howard entworfen wurde. 
Der Bau wurde durch den Medien-Tycoon William Randolph Hearst finanziert, dessen Namen es dann auch erhielt. Stilistisch ist der Bau stark an das antike Theater von Epidauros angelehnt.
Die offizielle Eröffnung fand am 24. September 1903 mit einer studentischen Produktion der Aristophanes-Komödie Die Vögel statt. 
Tatsächlich war das Theater jedoch bereits kurz vor seiner Fertigstellung erstmals genutzt worden: Im Mai 1903 fand eine Graduierungsfeier der Universität mit einer Ansprache Theodore Roosevelts, einem Freund Benjamin Ide Wheelers, auf der Anlage statt.
Am 25. März 1982 wurde das Theater in das National Register of Historic Places aufgenommen.